# ワオ・コーポレーション
株式会社ワオ・コーポレーション（英: WAO CORPORATION. Co., Ltd.）は、予備校・学習塾などを経営する日本の企業。このほかに劇場版アニメの製作、タレントやミュージシャンのマネジメントも行っている。

## 沿革
- 1976年
  - 5月15日 - 株式会社能力開発センターとして設立。
- 1987年
  - 商号を株式会社教育総研に変更。
- 1988年
  - 12月22日 - 株式を店頭公開（現在のジャスダック）。
- 2000年
  - 7月1日 - 商号を株式会社ワオ・コーポレーションに変更。
  - 7月17日 - 子会社「株式会社ワオネット」「株式会社ワオワールド」を設立。
- 2011年
  - 4月1日 - 子会社の「株式会社アートスタッフ」「株式会社ワオネット」「株式会社ワオワールド」を吸収合併し[1]、ワオ・コーポレーション 文教ソリューション事業部を発足。同時に西澤昭男が社長に復帰し、ワオ・コーポレーションの代表取締役会長兼社長に就任。前社長の豊嶋貴秋は取締役副社長執行役員に就任。
  - 11月10日 - 株式会社NAホールディングスとして設立。
- 2012年
  - 2月28日 - 代表者が全株式を保有する株式会社NAホールディングスによる株式公開買付け（マネジメント・バイアウト）の結果、議決権比率で94.95%の株式を取得。
  - 9月26日 - ジャスダック上場廃止。
  - 10月1日 - 株式会社NAホールディングスが株式会社ワオ・コーポレーションを吸収合併し、「株式会社ワオ・コーポレーション」に商号変更[2]。
- 2017年
・個別指導Axis全国47都道府県開校
- 2020年
  - 7月28日 - 東京本社を東京都杉並区阿佐谷南2丁目14番4号WAO阿佐ヶ谷ビルから東京都千代田区麹町4丁目4番地7アトム麹町タワー7Fへ移転[3]。

## 教育サービス

### 集団指導
- 能開プレスクール　対象:幼児(年中・年長)

国立・難関私立小学校合格を目指す集団指導塾
大阪府・和歌山県の2府県2校舎にて開校
- 能開センター (高校部:旧能開予備校)　対象:小学生~高校生

中学～大学合格を目指す小・中・高校生の受験指導を対象とした集団指導予備校。
担任制度があり、進路サポートも万全。
自宅や日本全国に開校している個別指導Axisからオンラインゼミを受講することも可能。
能開センター高校部では、旧称が能開予備校の為、看板が能開予備校の校舎も一部存在する。

### 個別指導
- 個別指導 Axis（アクシス）　対象:小学生~高校生・高校既卒生

日本全国47都道府県520校にて開校する個別指導学習塾。
1対1・1対2の個別指導のほか、ロボットプログラミングコース(対象:小中学生)や能開センターの映像授業・オンラインゼミ(対象:小学4年生～中学・高校生)の受講も可能。
能開センターと併設している校舎もある。
小・中・高一貫型での教室だが、栃木県の宇都宮校(小中学部/高校部)※能開センター併設校　では、小中学生と高校生の指導・校舎を分けられている。
また、本社所在地の大阪府の梅田校では完全個別1対1の難関受験専門館としている。
- Axisのオンライン家庭教師　対象：小学生~高校生

家庭教師による指導をオンラインで受けられる学習サービス。自宅もしくは個別指導 Axisにて受講が可能。
1コマ40分1対1のオンライン個別指導で、
個別指導Axisの講師とは異なる、プロ講師や、指導対応レベルや出身大学を指定することができる。
- ロボットプログラミング教室　WAOラボ　対象：幼児~中学生

大阪府・兵庫県の2府県2校舎にて開校するロボットプログラミング教室
全国の個別指導Axisでも、KOOVを利用したプログラミングコースが受講可能を開講している。
- スタッド学習教室　対象：幼児・小学生・中学生

近畿地方と中国・四国地方を中心にフランチャイズ展開する学習教室。
名称の「スタッド」は、教室のコンセプト「Study Adventure」の各単語から2文字を取り出したSTADより名付けられた。
授業内容は週2回程度の通塾と1教科1日1枚の宿題。

### 通信制高校
- ワオ高等学校　【単位制・広域通信制高等学校】

2022年4月に開校された岡山県岡山市に本校がある私立通信制高等学校　
日本全国から入学可能。

### 教育アプリ
- こどもアプリ　ワオっち！

親子で安心・安全に使えて、楽しく学べる子供向けアプリ

## 関連会社
- 株式会社クロスピア
- WAO SINGAPORE PTE. LTD.
- 昭和アニメーション有限責任事業組合
- ワオ・エージェンシー - 株式会社ワオ・コーポレーション・エージェント事業。タレントやミュージシャンのマネジメントだけでなく、教育事業で培った研究者や文化人のご紹介など、総合エージェントとしてマーケティング活動を行う。